# 豊留アサ
豊留 アサ（とよとめ あさ、1880年（明治13年）4月25日 - 1938年（昭和13年）3月4日）は、日本の女性教育家。私立新庄女学校（現在の広島新庄学園）第二代校長。

## 生涯

### 出生から幼少期
1880年（明治13年）4月25日、豊留半兵衛・ヨシ子夫妻の長女として鹿児島県姶良郡加治木町塩入（現在の姶良市加治木町）に生まれる。生来、聡明利発で周りから神童だと評判になり、遊びも男性的な遊びを好んでいたと言われている。
1887年（明治20年）4月、柁城尋常高等小学校入学（現在の姶良市立柁城小学校）幼少期から読み書きに優れ、学校では首席を通し、後に東京第一高等学校生徒監になった教育者・谷山初七郎にその才を見出され、この頃から晩年までずっと指導を仰いだ。

### 鹿児島師範学校時代
1895年（明治28年）3月、柁城尋常高等小学校を卒業し、当時、非常に入学が困難だった鹿児島師範学校へ1896年（明治29年）4月に入学する。その後、ずっと研究に勤しんだが、在学中に心臓病を患い、やむなく1年間休学をする。その後、両親が学校にかけ合い、病床での試験が執り行われ、1899年（明治32年）3月に卒業する。

### 小学校奉職時代
1899年（明治32年）4月、西襲山尋常高等小学校へ奉職。2年後の1901年（明治34年）4月、蒲生尋常高等小学校（現在の姶良市立蒲生小学校）へ専任の後、1904年（明治37年）4月、母校である柁城尋常高等小学校に専任となるが、この時代は、病と闘いでもあった。「いつ心臓は、止まるかも知れない」と医師に宣告されていたが、小学校教育に情熱を持って専念し、終いには人力車で通勤をして無理を通し、とうとう休職に至る。
それでもまだ、学を究める心は止まず、恩師の谷山初七郎のすすめもあって、東京に創設された日本初の女子大学であり、日本における女子高等教育の先がけとなった日本女子大学校への入学を切に願い、両親を粘り強く何度も説得を試みる。ある時は、父親が作業している側に行き、自分も慣れない作業を手伝いながら、自身の真剣な思いを率直に打ち明け、また、谷山も時よりアサの家に立ち寄り、アサが高等教育を受けることの意義をアサの両親に丁寧に説明してくれた。

### 日本女子大学校時代
1906年（明治39年）4月、東京の日本女子大学校国文学部に入学し、その後の3年間の学生生活を寄宿舎で過ごす。
大学校創設者であった成瀬仁蔵の薫陶により、アサの教育に対する情熱と探究心はより深く、そして、自分自身の歩むべき道をより一層、明確しながら、魂を輝かせ、精神的にも成長し、2年生の頃には、徹底した信念を把握していたようである。常にクラスの中心として、また、回生の中心として、動かすことの出来ない存在となり、下級生たちからは、良き姉として敬慕されていた。
アサが卒業を目前とした28歳の時、幾多の道が開かれていたと思われるが、講堂での講義の終わりに成瀬から「この度、広島県北部一山村にかつて芸北地方を治めていた吉川元春に対する正三位が追贈されたことを記念して、当時出来たばかりの尋常高等小学校に加えて、新庄女学校の創設が企てられた。そこへ骨を埋める覚悟で行くものはいないか。」と問われた時、「私が参りましょう。」と唯一人、敢然と応じたと言われている。

### 新庄時代
1909年（明治42年）3月、日本女子大学校国文学部を卒業後直ちに来校し、4月7日に小雪降る中、人力車に乗って新庄女学校に着任した。着任したアサはいきなり歓迎の宴席において、「この田舎で私立学校を経営することは難事中の難事であるが、皆様と心を合わせて、一心にやれば出来ないということはないと思います。この豊留アサは今日から新庄で生まれたと思って下さい。そして、有志の一人と思って下さい。それから、命懸けでやりましょう。」と述べて、一同が感激したと言われている。「無」から「有」への苦労が始まる。
1911年（明治44年）3月、三上一彦校主兼校長の死去により、アサが第二代校長に就任。私立新庄女学校校長となる。
数々の困難に立ち向かいながらも女子教育に奔走し全身全霊を捧げ、校長を経て名誉校長として母校の日本女子大学校さながらの自治制度を定着させ、「自学自動」の教育実践を行い、新庄女学校の発展に尽くし、1938年（昭和13年）恩師であった成瀬の命日にあたる3月4日に郷里の鹿児島でその生涯を閉じた。

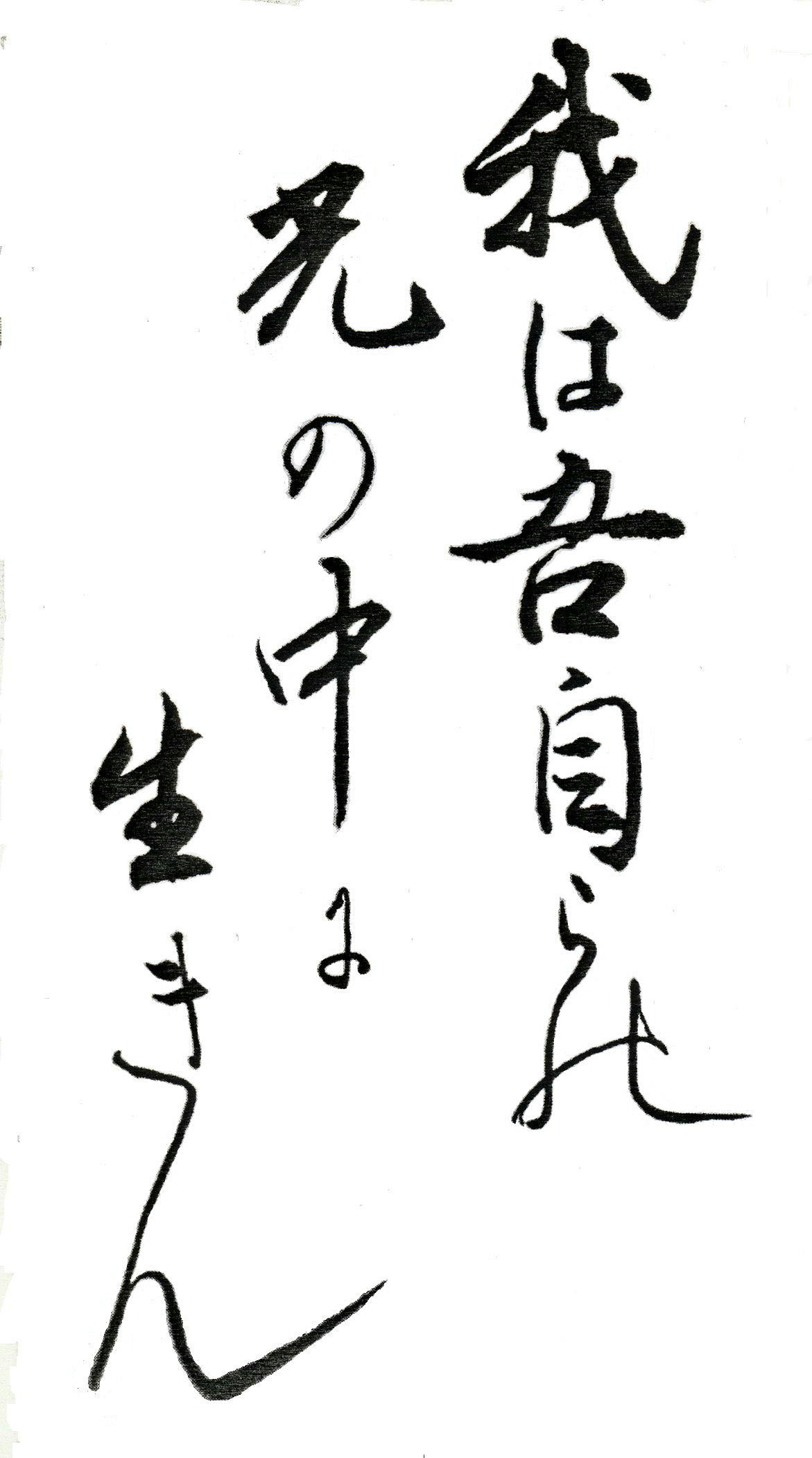
豊留アサ遺墨

### 没後
現在もアサの教えは、広島県新庄学園で受け継がれており、2009年（平成21年）5月3日に創立100周年を迎える。創立百年を記念して、新庄学園史と復刻版「たかね」第四号が発行された。

## 豊留アサの言葉
「我は吾 自らの光の中に生きん」- それぞれが唯一無二の存在。人と比べることなく、自分自身の放つ光の中に生きよう!